# Lajos Szentgáli
Lajos Szentgáli (Budapest, 7 giugno 1932 – Budapest, 2 novembre 2005) è stato un mezzofondista ungherese.

## Biografia
Nel 1952 prese parte ai Giochi olimpici di Helsinki, ma non superò le batterie nella staffetta 4×400 metri. Due anni dopo, ai campionati europei di Berna 1954 fu medaglia d'oro negli 800 metri piani, ottenendo anche il record dei campionati.
Sempre sugli 800 piani gareggiò ai Giochi olimpici di Melbourne 1956 concludendo la gara in semifinale, senza riuscire ad accedere alla fase finale.
Nel 1958 partecipò ai campionati europei di atletica leggera di Stoccolma e si classificò quinto negli 800 metri piani.

## Palmarès
| Anno | Manifestazione  | Sede      | Evento      | Risultato  | Prestazione      | Note                  |
| ---- | --------------- | --------- | ----------- | ---------- | ---------------- | --------------------- |
| 1952 | Giochi olimpici | Helsinki  | 4×400 m     | Batteria   | 3'13"8 (3'13"96) |                       |
| 1954 | Europei         | Berna     | 800 m piani | Oro        | 1'47"1           | Record dei campionati |
| 1956 | Giochi olimpici | Melbourne | 800 m piani | Semifinale | 1'53"9 (1'53"94) |                       |
| 1958 | Europei         | Stoccolma | 800 m piani | 5º         | 1'48"3           |                       |